# Керликент
Керликент — село в Кизлярском районе Дагестана. Входит в состав сельского поселения «Сельсовет «Малоарешевский»».

## География
Населённый пункт расположен на берегу канала Шайтан-Прорва, в 3,5 км к западу от центра сельского поселения — Малая Арешевка и в 28 км к северо-востоку от города Кизляр.

## История
Переселенческий посёлок Кирилл-кент возник в 1925 году, путем переселения части жителей села Кандаураул. Всего в 1925—1926 году в посёлок было переселено 48 хозяйств. В ходе борьбы с кулачеством в Заполярье выслано почти всё взрослое мужское население (90 человек), что нанесло большой удар по демографии села.

## Население
| 1970 | 1989 | 2002 | 2010 | 2021 |
| ---- | ---- | ---- | ---- | ---- |
| 169  | ↘156 | ↗166 | ↗196 | ↘177 |

Национальный состав
По данным Всероссийской переписи населения 2010 года:
| № | Национальность | Численность, чел. | Доля   |
| - | -------------- | ----------------- | ------ |
| 1 | аварцы         | 66                | 33,7 % |
| 2 | кумыки         | 59                | 30,1 % |
| 3 | даргинцы       | 48                | 24,5 % |
| 4 | чеченцы        | 13                | 6,6 %  |
| 5 | армяне         | 10                | 5,1 %  |

По данным Всероссийской переписи населения 2010 года, в селе проживало 196 человек (109 мужчин и 87 женщин).